# 38628 Гуя
Гуя, постійне позначення 38628, тимчасове 2000 EB173 (Huya) — великий подвійний транснептуновий об'єкт, що належить до групи плутино. Він обертається навколо Сонця, перебуваючи в резонансі 2:3 з Нептуном. За даними телескопа Спітцер, його розміри оцінюються в 532±25 км — тобто він є можливим кандидатом у карликові планети.
Назва походить від імені Juyá (бог дощу в міфології індіанців ваю)[джерело не вказане 2027 днів], затверджена в серпні 2003 року.
Об'єкт було відкрито 10 березня 2000 року венесуельським астрономом Ігнасіо Ферріном у Національній обсерваторії Льяно-дель-Гато (штат Мерида), Венесуела.